# 田中雄平 (実業家)
田中 雄平（たなか ゆうへい、1918年5月9日 - 1992年2月5日）は、日本の経営者。藤田観光社長を務めた。山口県出身。

## 経歴
1943年に東京帝国大学経済学部を卒業。日本建鐵での勤務を経て、1953年に藤田興業に転じ、1970年8月に取締役に就任し、1972年8月に常務、1973年3月に専務を経て、1983年3月に藤田観光副社長に就任し、1985年3月には社長に昇格。1990年6月から取締役相談役を務めた。1985年5月から1992年1月までにワシントンホテル社長も務めた。
1992年2月5日急性心不全のために死去。73歳没。